# Änglakort
Änglakort är en kortlek som liknar tarotkort, men som till skillnad från dessa endast innehåller vad många människor ser som positiv information. Änglakorten består av cirka 45 kort och syftet med dessa är att en person ska kunna få råd om sin framtid eller om nuet med hjälp av andra sidan. På korten finns en ärkeängel som är inriktad på ett speciellt område (till exempel kärlek), och som genom ett meddelande ger råd inför framtiden.
Användningen av denna kortlek är enkel. Blanda korten, dra ett kort och läs vad som står på kortet. Budskapen på korten är ganska korta men till vissa änglalekar tillkommer även en bok där man kan läsa mer om de olika korten och deras budskap.